# (5470) Kurtlindstrom
(5470) Kurtlindstrom (1988 BK5) – planetoida z pasa głównego okrążająca Słońce w ciągu 5,75 lat w średniej odległości 3,21 j.a. Odkryta 28 stycznia 1988 roku.